# Oribotritia contortula
Oribotritia contortula är en kvalsterart som beskrevs av Wojciech Niedbała 1993. Oribotritia contortula ingår i släktet Oribotritia och familjen Oribotritiidae. Inga underarter finns listade i Catalogue of Life.